# چهاربرود
چهاربرود یکی از روستاهای استان آذربایجان شرقی است که در دهستان کوهستان بخش قلعه‌چای شهرستان عجب‌شیر واقع شده‌است.
جمعیت این روستا بر پایهٔ نتایج سرشماری عمومی نفوس و مسکن سال ۱۳۸۵ خورشیدی، برابر با ۷۴۳ نفر بوده‌است.
این روستا درست پشت کوه های روستای تاریخی مجارشین قرار گرفته واگرچه این روستا از توابع شهرستان عجب شیر می باشد اما دادوستد اهالی این روستا بیشتر با شهر آذرشهر می باشد.
این روستا در یک منطقه کوهستانی با ارتفاع زیاد قرار گرفته است . ارتفاع این روستا از سطح دریا 2250 متر می باشد.همین عوامل باعث شده هوای روستا در تابستانها بسیار معتدل و دارای زمستانی طولانی با بارش برف فراوان همراه باشد.
این روستا راه روستایی بسیار خطرناک و پرپیچ خمی با شهرههای عجب شیر و آذرشهر دارا می باشد.البته فاصله ی روستاازاذرشهر۲۵کیلومتروازعجبشیر۶۰کیلومترمیباشد